# Störung (Ökologie)

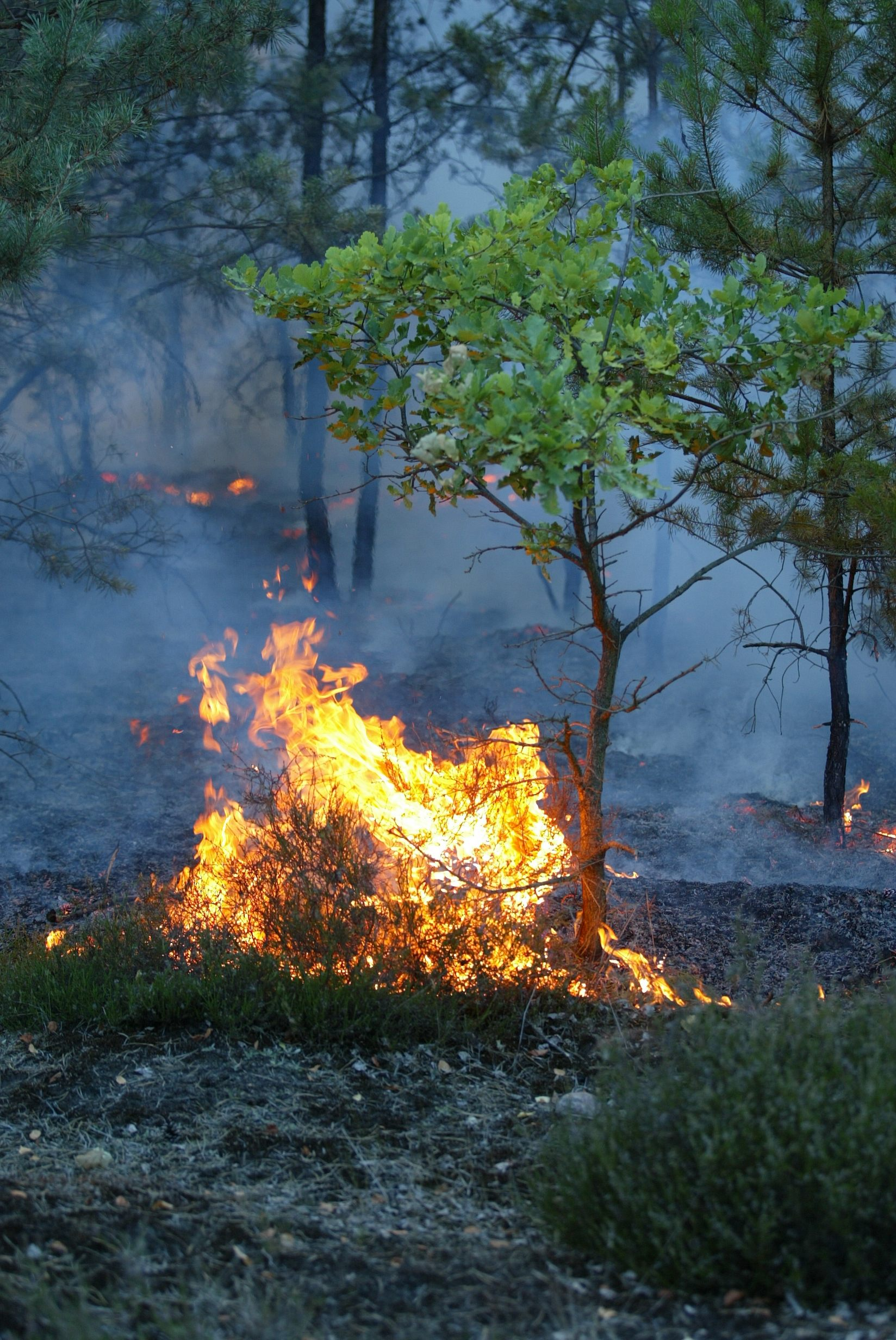
Ein Waldbrand ist eine Störung, die natürliche oder menschliche Ursachen haben kann

Als Störung gilt in der biologischen Disziplin Ökologie ein Ereignis, das eine Änderung der Biomasse oder anderer messbarer Parameter eines Ökosystems zur Folge hat. Dabei wurden sowohl eine relative wie eine absolute Definition diskutiert, letztere hat sich durchgesetzt. Während Störungen und ihre Wirkungen schon früh in den biologischen Wissenschaften beschrieben wurden, entwickelte sich ein eigenes Fachgebiet erst in den 1970er Jahren. Die Störungsökologie befasst sich mit dem Einfluss von Störungen auf Ökosysteme und deren Reaktion.
Störungen sind von besonderer Bedeutung, weil sie in einer Vielzahl von Biozönosen vorkommen und auf allen Ebenen der ökologischen Organisation auftreten. Sie sind ein wesentlicher Faktor der Dynamik von Ökosystemen und wirken der Sukzession entgegen. Störungen als Umweltfaktoren haben eine besondere Bedeutung für die Begründung des Prozessschutzes als Strategie im Naturschutz.

## Definitionen
Als Störung im relativen Sinn gilt ein Ereignis, wenn es eine Abweichung von zu erwartenden Prozessen des Ökosystems auslöst. Nach relativer Definition wäre also ein Wildfeuer in einem Grasland keine Störung, da das Ökosystem Grasland auf Feuer eingestellt ist und Feuer sogar als regelmäßigen Einfluss benötigt, um nicht zu verbuschen. Als Störung wäre dann die lang andauernde Abwesenheit von Feuer zu betrachten. Auch ein stürzender alter Baum in einem geschlossenen Wald und die Prozesse bis zum erneuten Kronenschluss wären demzufolge keine Störung. Diese Definition wurde kritisiert, weil die zugrunde liegende Annahme einer bekannten, definierten Entwicklung eines Ökosystems, die als normal bezeichnet wird, in den allermeisten Fällen wissenschaftlich nicht ausreichend belegt ist. Außerdem ist die Normalität einer Entwicklung abhängig von Annahmen und Erfassungen zeitlicher und räumlicher Grenzen.
Demgegenüber setzt die absolute Definition auf messbare Größen. Nach White und Pickett 1985 ist eine Störung „ein einzelnes, zeitlich abgrenzbares Ereignis, das in ein Ökosystem, die Biozönose oder Populationsstruktur eingreift und die Ressourcen, Verfügbarkeit von Substrat oder das abiotische Umfeld verändert. Eine Störung in diesem Sinne ändert den Zustand struktureller und physikalischer Variablen des Ökosystems, auch wenn diese Änderungen ihrerseits Funktionen und Prozesse des Ökosystems ändern“.
Innerhalb der absoluten Definition werden Störungen 1. und 2. Ordnung unterschieden: Eine Störung 1. Ordnung findet innerhalb der Dynamik eines Ökosystems statt, wie die Regeneration eines Graslandes nach Feuer oder das Aufwachsen von Bäumen bis zum Kronenschluss nach dem Zusammenbruch eines Baumes im geschlossenen Wald. Störungen 2. Ordnung sind solche, durch die die Sukzession neu gestartet wird, wie ein Hangrutsch, nach dem offener Boden neu besiedelt werden muss. In den meisten Fällen führen Störungen 1. und 2. Ordnung zu Entwicklungen, die den vorherigen Zustand wiederherstellen. Das Ausmaß der Störung liegt dann unter der Resilienz des Ökosystems. Infolge von Störungen 2. Ordnung können jedoch auch völlig andere Ökosysteme entstehen. Ein Beispiel wäre ein Meeresspiegelanstieg, durch den bisher trockenes Land zu Gezeitenzone oder Meeresboden wird. Ist eine Erholung des Systems aus eigener Kraft nicht möglich, kann es künstlich mit Methoden der Renaturierungsökologie unterstützt werden.
Weitere Aspekte der Definition sind die Unterscheidung zwischen endogenen Störungen, die im Ökosystem selbst angelegt sind, und exogenen Störungen, die von außen auf das Ökosystem einwirken, wobei letztere natürlichen oder menschlichen Ursprungs sein können. Auch lokale Ereignisse werden für die betroffenen Ökosysteme gleichermaßen als Störung behandelt, wie regionale oder weit darüber hinausgehende Ereignisse wie beispielsweise Vulkanausbrüche. Dabei müssen Störungen immer im räumlichen und zeitlichen Kontext des betrachteten Ökosystems erfasst werden. Als Beispiel wird hierzu der Einfluss herangezogen, den eine kurzzeitige Verstrudelung auf Mikroorganismen hat, die einen Bachkieselstein besiedeln. Für das Waldökosystem am Bachufer stellt dieses Ereignis keine Störung dar. Bei der Untersuchung eines Ökosystems in verschiedenen zeitlichen und räumlichen Maßstäben ergeben sich jedoch Merkmale der Selbstähnlichkeit.
Im Ergebnis werden Störungen als solche Ereignisse definiert, die „in einem kurzen, abgrenzbaren Zeitraum abrupt Einflüsse von mehr als nur geringem Umfang auf messbare Parameter des Ökosystems haben. Prozesse, die in das Ökosystem nicht abrupt eingreifen, sind keine Störungen, sondern Stressoren.“

## Entwicklung der Disziplin
Störungen wurden zunächst im Rahmen des Konzeptes vom ökologischen Gleichgewicht als jene Einflüsse untersucht, die ein Ökosystem aus dem vorausgesetzten Gleichgewicht bringen. Mit der Abwendung von der Annahme eines solchen Gleichgewichtes und der zunehmenden Erkenntnis von der Dynamik aller ökologischen Systeme mussten die Grundlagen neu gesetzt werden. Systematische Ansätze begannen in den 1970er Jahren im angelsächsischen Raum in der Meeresbiologie und der Vegetationskunde. Gegen Ende des Jahrzehnts konnte sich das Konzept in der Ökologie etablieren. Das Mosaik-Zyklus-Konzept löste die Vorstellung von einer Klimaxgesellschaft als Endpunkt der Sukzession ab, es war eng mit dem Modell der Störungsökologie verbunden.
In Deutschland bestand von 2004 bis 2009 eine gemeinsame Arbeitsgruppe „Störungsökologie und Vegetationsdynamik“ mit einer Juniorprofessur des Helmholtz-Zentrum für Umweltforschung – UFZ in Leipzig und der Universität Bayreuth, seit 2011 gibt es in Bayreuth die erste Professur für Störungsökologie.